# Jiaoxie (köpinghuvudort i Kina, Jiangsu Sheng, lat 32,57, long 120,78)
Jiaoxie är en köpinghuvudort i Kina. Den ligger i provinsen Jiangsu, i den östra delen av landet, omkring 190 kilometer öster om provinshuvudstaden Nanjing. Antalet invånare är 39 370. Befolkningen består av 21 780 kvinnor och 17 590 män. Barn under 15 år utgör 10,0 %, vuxna 15-64 år 70 %, och äldre över 65 år 19,0 %.
Runt Jiaoxie är det tätbefolkat, med 819 invånare per kvadratkilometer. Närmaste större samhälle är Libao, 9,4 km väster om Jiaoxie. Trakten runt Jiaoxie består till största delen av jordbruksmark.
Genomsnittlig årsnederbörd är 1 189 millimeter. Den regnigaste månaden är juli, med i genomsnitt 248 mm nederbörd, och den torraste är januari, med 30 mm nederbörd.